# Porto Ceresio
Porto Ceresio (Pòrt Cerési in dialetto varesotto, anticamente Porto Morcote e Porto) è un comune italiano di 2 823 abitanti della provincia di Varese, in Lombardia.

## Geografia fisica

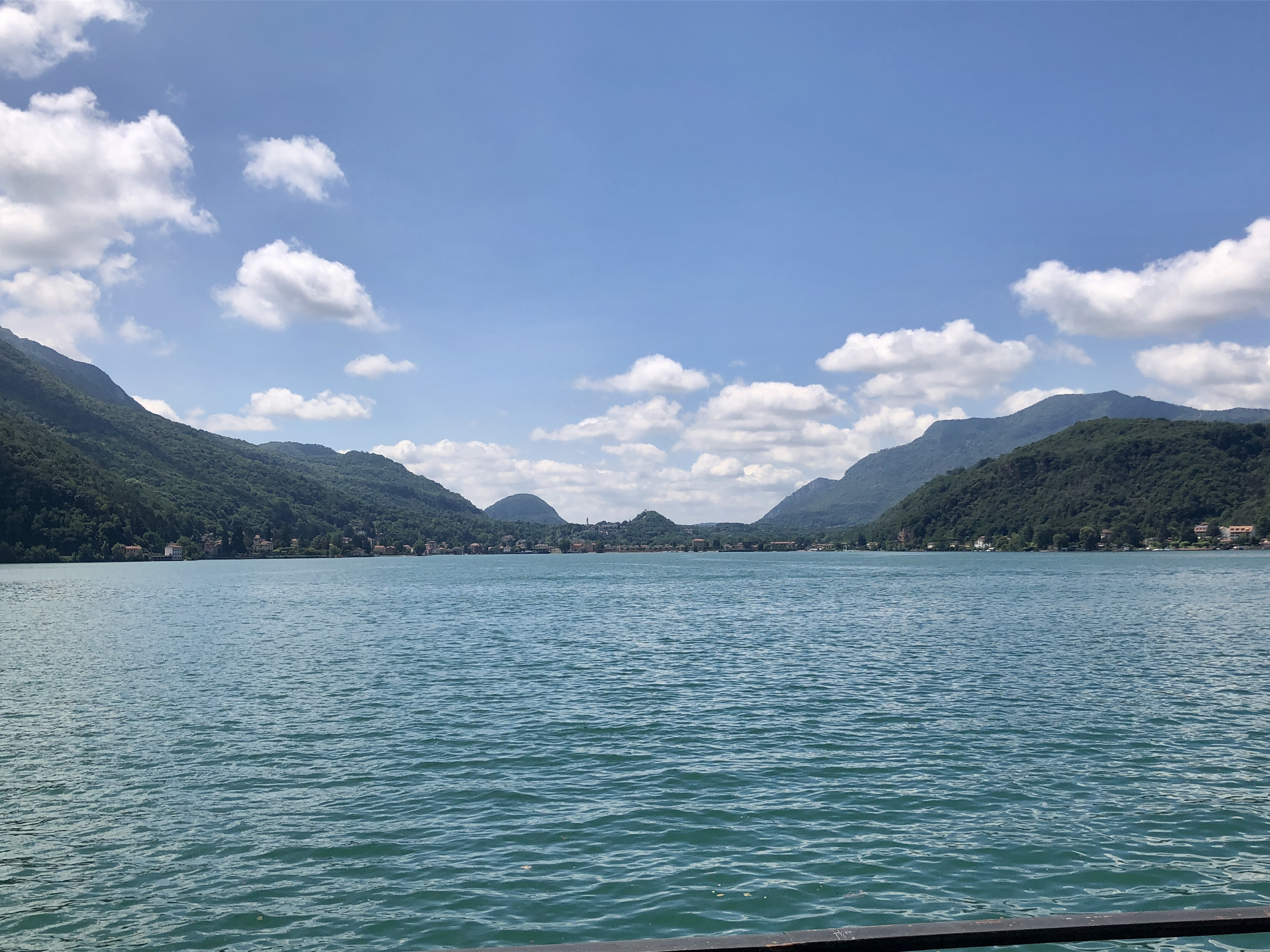
Vista di Porto Ceresio dall'altra sponda del lago da Morcote

### Territorio
Porto Ceresio è sito sulla sponda sud del lago di Lugano (anche detto Ceresio) e ha un territorio in gran parte montagnoso, che raggiunge i 955 m s.l.m. in corrispondenza della vetta del monte Grumello. L'escursione altimetrica complessiva risulta essere pari a 745 metri, mentre l'altitudine media è di 210 m s.l.m.. Il comune si estende per un totale di 5,34 km².

### Idrografia
Il territorio comunale è solcato da cinque torrenti: Bolletta (il maggiore per alveo e portata e proveniente dal comune limitrofo di Cuasso al Monte), rio dei Poncini, rio Vignazza, Bollenaccia e rio Vallone.

### Clima
Il clima è mite, grazie prevalentemente all'influsso lacustre, e spesso ventoso. Il comune fa riferimento a due stazioni meteorologiche, una sita nel suo rione San Pietro e l'altra in Cuasso al Monte.

## Storia

### Preistoria ed epoca celtica
Porto Ceresio, come molte località della zona, ha una storia antica che risale all'era glaciale. Durante il Pleistocene, la zona era coperta da ghiacciai che modellarono il paesaggio e depositarono sedimenti e rocce. Dopo la fine dell'era glaciale, la zona fu colonizzata da popolazioni umane.
Durante l'età del bronzo e del ferro, la zona fu abitata da popolazioni celtiche, che si dedicavano all'agricoltura e all'allevamento. La zona era un importante centro commerciale grazie alla presenza del lago e delle vie di comunicazione che la attraversavano.

### Epoca medievale
Durante il periodo medievale, la zona di Porto Ceresio fu contesa tra i comuni di Como e di Milano. In epoca feudale prese il nome di Porto d'Arcisate, per via della pieve a cui era sottoposto, ovvero quella di San Vittore in Arcisate. Nel 1432 il territorio passò sotto il controllo del Ducato di Milano e fu ribattezzato Porto Morcote per via della vicinanza col comune svizzero di Morcote, situata sulla sponda opposta del lago di Lugano.

### Epoca moderna
Nel XVI secolo, la zona di Porto Morcote (o solo Porto, come era anche nota) fu oggetto di dispute tra i duchi di Milano e la Confederazione Svizzera. Nel 1512 le truppe svizzere conquistarono la zona e la tennero sotto il loro controllo per un breve periodo, fino al 1513 quando furono sconfitte dalle truppe milanesi.
Nel 1534 il territorio ritornò definitivamente sotto il controllo del Ducato di Milano. Divenne dominio spagnolo dal 1559, ed austriaco dal 1707 fino al 1797. All'editto del 10 giugno 1757 entrò a far parte della compartizione teresiana sotto il nome di Porto e facente parte della pieve di Arcisate. Con l'editto del 26 settembre 1786 entrò a far parte della provincia austriaca di Gallarate, poi Varese. Al 1791 faceva invece parte del trentanovesimo distretto censuario della provincia di Milano.

### Epoca contemporanea
Porto passò quindi sotto il controllo della Francia napoleonica. Sotto il loro governo acquisì il nome di Porto Capolago o Codelago. Nel 1801, con il Trattato di Lunéville, la zona fu ceduta alla Repubblica Cisalpina e poi al Regno d'Italia nel 1805. Dal 1807 al 1809 Porto fu aggregato a Cuasso al Monte e al Piano, unione che prese il nome di comune di Cuasso.
Con il decreto del 30 luglio 1812 Porto entrò a far parte del cantone III di Viggiù insieme a Besano e Cuasso al Monte e al Piano.
Nel 1815, con il Congresso di Vienna, tornò sotto il controllo dell'Impero austriaco e fu inclusa nella provincia di Como sotto il nome di Porto Morcote. Durante questo periodo, la zona subì numerosi cambiamenti urbanistici e sociali, grazie alla presenza di numerose fabbriche e imprese.
Entrò a far parte della provincia lombardo-veneta di Como sotto il nome di Porto, venendo inserito nel distretto XIX di Arcisate, con la notificazione del 12 febbraio 1816. Vi restò anche alla riorganizzazione dei compartimenti territoriali delle province lombardo-venete della Lombardia del 1º luglio 1844. Il 23 giugno 1853 venne inserito nel distretto XVII di Arcisate.
Fu incluso nel mandamento II di Arcisate, nella provincia di Como e nel circondario II di Varese, sotto il Regno di Sardegna con la legge del 23 ottobre 1859.
La denominazione ufficiale di "Porto Ceresio" risale all'8 febbraio 1863, quando il comune aggiunse il nome "Ceresio" a Porto per differenziarlo dagli innumerevoli omonimi del neonato Regno, tra cui il borgo di "Porto" su Lago Maggiore, che fu anche esso rinominato, diventando Porto Valtravaglia.
Nel corso del XIX secolo Porto Ceresio, in quanto località frontaliera lacustre, conobbe un periodo di sviluppo turistico.

#### Dalla seconda guerra mondiale al terzo millennio
Durante la seconda guerra mondiale Porto Ceresio fu oggetto di bombardamenti, a causa della posizione strategica rispetto alla Svizzera e della sua ferrovia. Nel 9 aprile 1928 li fu nuovamente annesso il comune di Besano; gli enti vennero poi definitivamente scissi il 27 giugno 1958.
Durante il conflitto, presso Villa Treves in via Roma (a pochi passi dal confine svizzero) ebbero luogo due incontri segreti tra il dittatore Benito Mussolini ed alcuni emissari inglesi inviati dal primo ministro britannico Winston Churchill, il 21 settembre 1944 e il 21 gennaio 1945.
In seguito alla seconda guerra mondiale il comune conobbe una forte urbanizzazione, duplicando la propria popolazione.
Al territorio comunale di Porto Ceresio venne aggregato, con delibera comunale, il rione San Pietro, precedentemente parte del comune di Cuasso al Monte, il 5 marzo 1985.

### Simboli
Lo stemma ed il gonfalone sono stati concessi con decreto del presidente della repubblica del 27 giugno 1962.
Stemma
Gonfalone

## Monumenti e luoghi d'interesse

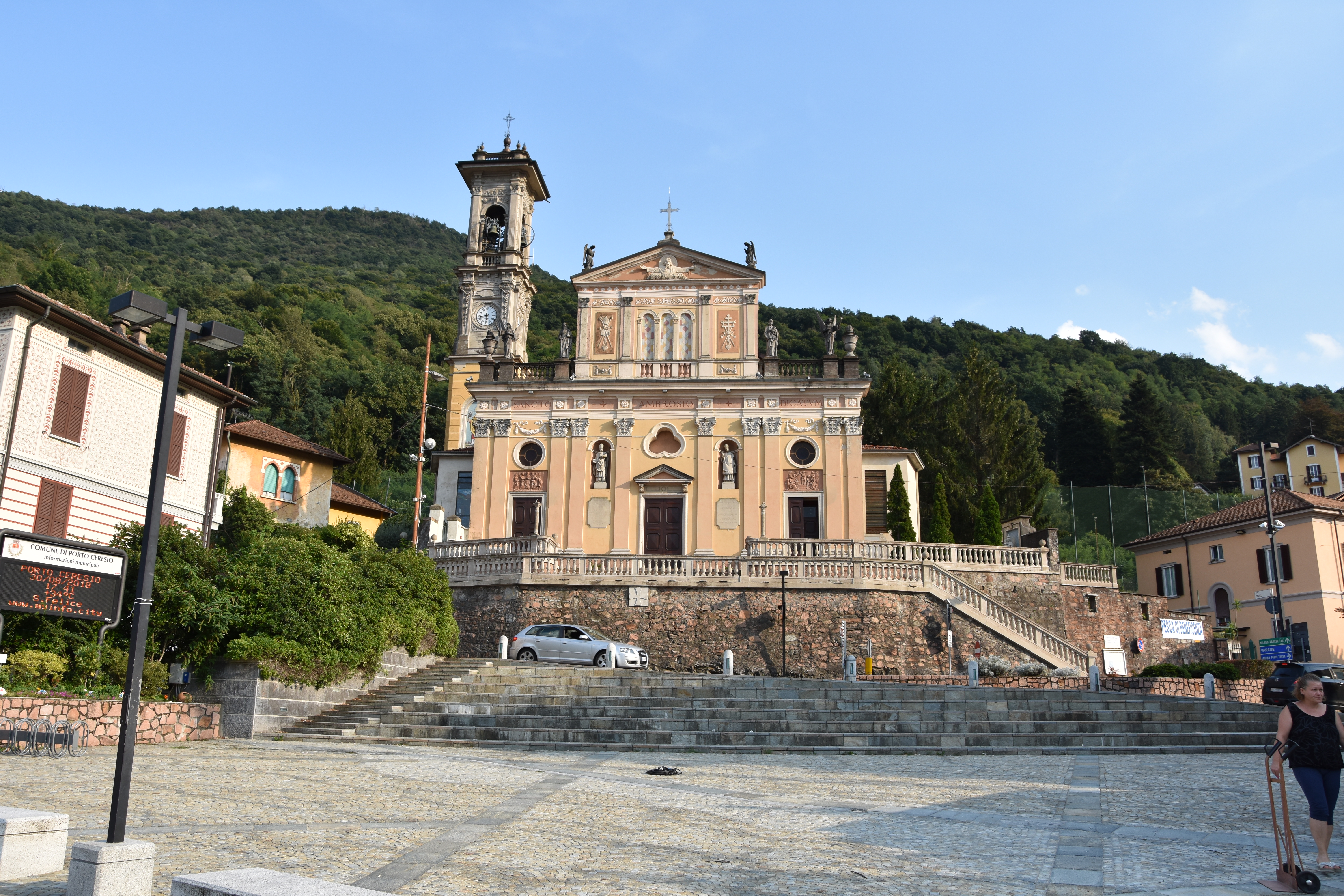
La chiesa di Sant'Ambrogio

### Architetture religiose
La chiesa parrocchiale di Sant'Ambrogio fu costruita nei primi del '500 nella sua struttura originale; subì successivamente numerosi lavori di ampliamento e di abbellimento sotto la guida di diversi parroci. E' in stile barocco. Fu costituita in parrocchia nel 1722.
In località di Selvapiana sorge il Santuario di Maria Ausiliatrice, costruito su disegno della scuola Beato Angelico per volere del parroco don Ernesto Bianchi, della fondatrice Clotilde Stoppani e della popolazione in seguito al secondo conflitto mondiale. Durante la notte del 24 ottobre 1942, definita "notte infernale" dal parroco, le case e le vite furono risparmiate dalle bombe sganciate: il popolo attribuì l'incolumità del paese all'intervento di Maria Ausiliatrice, e decisero di dedicarle un santuario.
Nella località di Ca' del Monte sorge un piccolo oratorio dedicato a Sant'Antonio, di recente ristrutturazione, raffigurato in una statua al suo interno.

#### Chiese scomparse
Nel rione San Pietro vi era l'omonima chiesa (allora sottoposta alla curazia ed al comune di Cuasso al Piano), che compare per la prima volta in un documento notarile datato 17 ottobre 1478. Qui divenne parroco nel 1180 il Beato Manfredo Settala, finché non si ritirò per condurre vita ascetica sul Monte San Giorgio. La chiesa, con annesso campanile e casa parrocchiale, fu fortemente danneggiata e resa inutilizzabile il 20 maggio 1528 da una piena del lago Ceresio e dalle acque del fiume Bolletta e poi da un terremoto con successiva alluvione nell'ottobre dello stesso anno. Nel 1567 venne visitata dall'arciprete di Monza Giovanni Battista Castano, che dà l'ordine (mai eseguito) di ripararla. Nel resoconto della visita pastorale dell'arcivescovo Carlo Borromeo datato 26 agosto 1574 impartisce la sconsacrazione e ordina la demolizione della chiesa, e che i materiali ottenuti vengano utilizzati per terminare le chiese parrocchiali di Besano e Porto Ceresio (per questo motivo nel 1583 verrà asportato il tetto, ma la struttura verrà risparmiata). Nel 1586 viene visitata dall'arcivescovo Gaspare Visconti, che la descrive come spoglia, povera, fatiscente ed angusta. Nel 1728 viene menzionata dallo storico brusimpianese Nicolò Sormani, che la descrive come un rudere abbandonato il cui campanile era ancora esistente. L'edificio risulta ora convertito in abitazione. Ora una parete presenta un affresco raffigurante Gesù Crocifisso, circondato dalla Vergine Maria e San Pietro, ed una lastra di marmo, scoperta il 19 settembre 1926, con delle incisioni che raccontano la storia del luogo di culto.
Affacciato sul lago, nel centro storico del paese vi era l'oratorio di San Giuseppe, fatto costruire dalla famiglia Appiani in stile barocco. Fu demolito nel 1960.
Annesso alla dimora di Monsignor Giovan Maria Bossi, egli aveva fatto costruire un oratorio, scomparso in epoca napoleonica. Ne rimane la facciata affrescata in via Bossi, che presenta una pala di scuola luinesca (che era originariamente sull'Altare) con raffigurata la Sacra Famiglia con Santa Caterina d'Alessandria.

### Architetture civili
La posizione lacustre ha reso Porto Ceresio una frequentata meta turistica: nel comune vi sono infatti numerose dimore storiche costruite da facoltosi villeggianti.

### Monte San Giorgio, sito UNESCO
Il territorio comunale include i siti di monte San Giorgio (patrimonio UNESCO dal 2010) e monte Grumello.

## Società

### Evoluzione demografica
- 63 nel 1606
- 188 nel 1751
- 326 nel 1805
- esperienze d'unione amministrativa con Cuasso e Besano in età napoleonica
- 593 nel 1853

Abitanti censiti

### Religione
L'unica religione ad avere luoghi di culto consacrati è quella cristiana cattolica. La cura d'anime è affidata alla parrocchia Sant'Ambrogio di Porto Ceresio, nel Decanato Valceresio nella zona II di Varese dell'Arcidiocesi di Milano. Fa parte, insieme alle tre parrocchie di Cuasso al Monte, alle due di Bisuschio e Pogliana e a quella di Besano, della comunità pastorale 7UP Valceresio, formatasi nel 2023 e retta dal parroco don Marco Usuelli. Precedentemente era già in unione con la parrocchia San Martino di Besano.

## Cultura

### Istruzione

#### Biblioteche
Il comune dispone di una biblioteca nello stabile del "Palazzo della Cultura" di piazzale Luraschi.

#### Scuole
A Porto Ceresio hanno sede una scuola primaria ed una secondaria di primo grado a carattere pubblico afferenti all'Istituto Comprensivo Enrico Fermi, e la scuola materna "Maria Maffei" a gestione paritaria.

### Musei
Presso la cosiddetta "corte del pozzo" ha sede il Museo Etnografico Appiani Lopez, dedicato a storia, arte e cultura locali.
Il 27 gennaio 2024 viene inaugurato il Palazzo della Cultura "Salvatore Ferrara", in piazzale Luraschi, nello stesso edificio che ospita la locale squadra di canottaggio, l'ambulatorio medico comunale e la biblioteca. È sede del Portale del sito UNESCO del Monte San Giorgio, area che interessa parte del comune.

## Economia
L'economia locale è incentrata sul turismo: molte sono le attività ricettive e commerciali, nonché le iniziative, rivolte ai villeggianti.

### Turismo
Nel 2022 il giro d'affari legato al turismo era stimato attorno a 1 300 000 euro; la spesa media annua per i pernottamenti nel comune ammontava a 103 euro per notte. Le circa 30 strutture ricettive presenti a Porto Ceresio risultavano occupate annualmente per il 63% dei posti letto disponibili, con un picco dell'89% ad agosto e un minimo del 40% a dicembre.

## Infrastrutture e trasporti

### Strade
Il comune è attraversato dalla strada statale 344, che collega Varese al confine svizzero, ed è punto d'origine della strada statale 344 dir per Ponte Tresa e Luino.

### Ferrovie

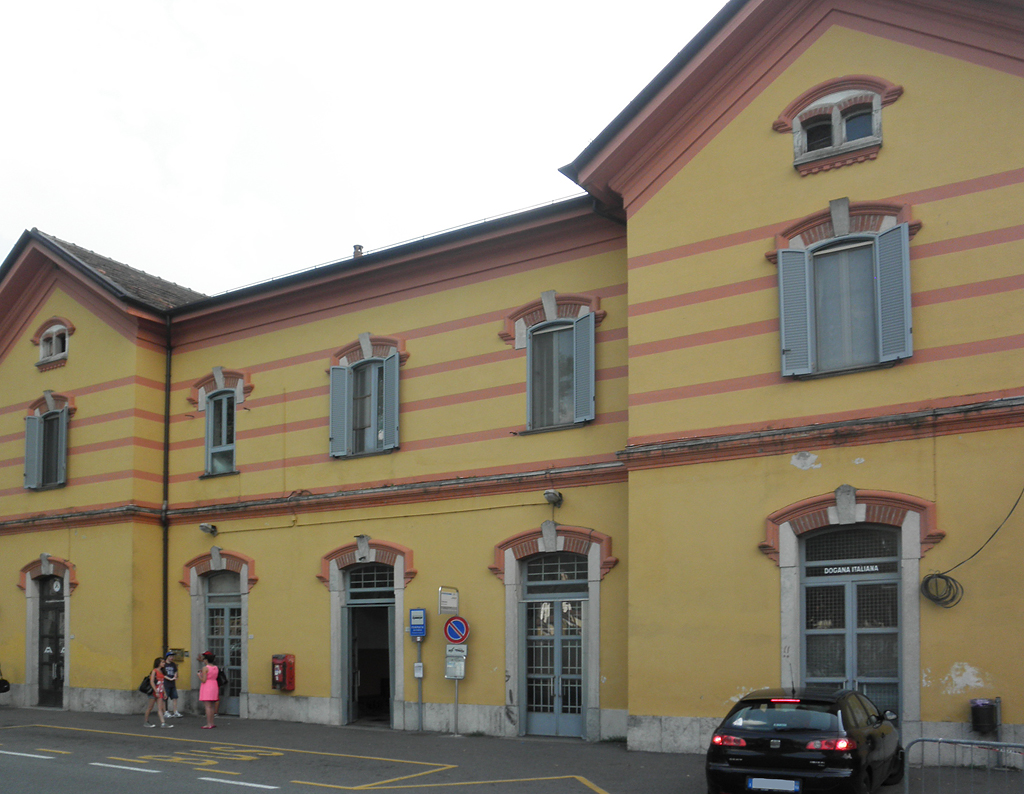
La stazione di Porto Ceresio

La stazione di Porto Ceresio è il capolinea settentrionale della linea ferroviaria per Milano (via Varese), con diramazione per la Svizzera ad Arcisate, gestita da Rete Ferroviaria Italiana ed operata da Trenord.

### Navigazione lacuale
Prospiciente la stazione si trova altresì l'imbarcadero per il servizio pubblico di navigazione transfrontaliero sul lago di Lugano, presso cui sopravvive anche il pontile con rotaia utilizzato in epoca passata per il trasbordo delle merci dalla ferrovia ai battelli.

### Mobilità urbana
Porto Ceresio è servita dagli autobus della linea N06 Varese-Cuasso al Monte (gestita da Autolinee Varesine per il Consorzio Trasporti Pubblici Insubria) ed è collegata con la Svizzera mediante l'autolinea internazionale da e per Capolago via Riva San Vitale e Brusino Arsizio (gestita da Autopostale).

## Amministrazione
Qui di seguito sono riportate le amministrazioni comunali susseguitesi dal 1997 in poi.
| Periodo          | Periodo          | Primo cittadino     | Partito                                | Carica      | Note                              |
| ---------------- | ---------------- | ------------------- | -------------------------------------- | ----------- | --------------------------------- |
| 27 aprile 1997   | 29 maggio 2006   | Giuseppe Francione  | lista civica                           | Sindaco     |                                   |
| 29 maggio 2006   | 5 giugno 2016    | Giorgio Ciancetti   | lista civica Continuità e Rinnovamento | Sindaco     |                                   |
| 5 giugno 2016    | 21 ottobre 2020  | Jenny Santi         | lista civica Insieme si può            | Sindaco     | Decaduta per crisi di maggioranza |
| 21 ottobre 2020  | 23 febbraio 2021 | Federica Crupi      |                                        | Comm. pref. | [ 32 ]                            |
| 23 febbraio 2021 | 5 ottobre 2021   | Maria Caso          |                                        | Comm. pref. | [ 33 ]                            |
| 5 ottobre 2021   |                  | Marco Prestifilippo | lista civica Porto Ceresio On          | Sindaco     |                                   |

### Gemellaggi
- Augustów[34]

### Altre informazioni amministrative
Il comune fa parte dal 2009 della Comunità montana del Piambello (in precedenza rientrava nel relativo ente della Valceresio).
Fa parte inoltre della comunità di lavoro Regio Insubrica, ente di cooperazione transfrontaliera che federa alcune province di Lombardia e Piemonte e il Cantone Ticino svizzero.

## Sport
Tra le società sportive attive nel comune si citano la Canottieri Porto Ceresio (nata nel 1958, attiva a livello agonistico nazionale sia nel canottaggio a sedile fisso, sia nel canottaggio olimpico, vanta nel palmarès titoli italiani e piazzamenti sul podio nella graduatoria nazionale a squadre), il Ceresium Bisustum (squadra di calcio condivisa con la vicina Bisuschio, la cui storia s'è interamente dipanata nelle divisioni dilettantistiche regionali e provinciali della FIGC) e il CVCE - Circolo Velico Ceresio (club velistico attivo sul lago di Lugano).